# Kaja Rysz
Kaja Rysz (Rymanów-Zdroj, 10 april 1999) is een Pools wielrenster.

## Carrière
Rysz, geboren in Zuid-Polen, startte bij het Poolse Mat Atom Deweloper, destijds nog een amateurploeg. Sinds 2022 is de ploeg professioneel, dat was tevens haar laatste jaar bij de ploeg. Per 2023 maakte ze voor twee seizoenen de overstap naar het Britse Lifeplus Wahoo. Namens deze ploeg reed ze in 2023 voor het eerst de Ronde van Frankrijk waar ze tijdens de vijfde etappe afstapte. In het voorjaar van 2024 reed ze, naast de Tour Down Under, voornamelijk eendagswedstrijden. Ze behaalde een veertiende plaats in Le Samyn, werd elfde in de Scheldeprijs en kwam op een zevende plek in La Classique Morbihan 2024. In 2025 kwam ze als tiende over de finish in Gent-Wevelgem, amper drie dagen later startte ze in de Ronde van El Salvador. Haar beste uitslag was een vierde plek in de derde etappe, enkele dagen later nam ze deel aan drie nevenkoersen die ook in El Salvador plaatsvonden. De derde koers van het drieluik wist ze voor onder meer de Italianen Laura Tomasi en Sara Fiorin naar haar hand te zetten en behaalde hiermee haar eerste profzege.

## Overwinningen
2025
Grand Prix Surf City

## Resultaten in voornaamste wedstrijden
| Jaar | Ronde van Italië | Ronde van Frankrijk | Ronde van Spanje |
| ---- | ---------------- | ------------------- | ---------------- |
| 2023 |                  | opgave              |                  |
| 2024 |                  |                     |                  |
| 2025 |                  | 101e                |                  |

| Jaar | Milaan-San Remo | Gent-Wevelgem | Parijs-Roubaix | Le Samyn | Classic Brugge-De Panne | Scheldeprijs |
| ---- | --------------- | ------------- | -------------- | -------- | ----------------------- | ------------ |
| 2023 |                 | 33e           | 96e            | 48e      | 23e                     | 18e          |
| 2024 |                 | 72e           | 83e            | 14e      |                         | 11e          |
| 2025 | 100e            | 10e           |                |          | 24e                     |              |

## Ploegen
- 2022 –  ATOM Deweloper Posciellux.pl Wrocław
- 2023 –  Lifeplus Wahoo
- 2024 –  Lifeplus Wahoo
- 2025 –  Roland Le Dévoluy[a]

Grinczer (vanaf 1/7) · Harris · King · Laurance · Leech · Novolodskaya (tot 1/7) · Richardson · Rysz · Söderqvist · Tacey · Vigié · Van der Wolf · Wyllie
Burlová (tot 20/9) · Franz · González · Harris · Jamieson · King · Leech · Richardson · Rysz · Söderqvist · Van der Wolf
Christofórou · Coston · Dronova-Balabolina · Giuliani · Griffin · Pirrone · Ruffilli · Rysz · Stiasny · Swinkels · Vettorello